# أوليفر أورسو
أوليفر أورسو (بالدنماركية: Oliver Urso) هو لاعب كرة قدم دنماركي في مركز الوسط، ولد في 29 أبريل 1999 في كوبنهاغن في الدنمارك. لعب مع برو بياتشنزا 1919.

## وصلات خارجية
- أوليفر أورسو على موقع قاعدة بيانات كرة القدم.إي يو (الإنجليزية)
- أوليفر أورسو على موقع Soccerway.com (الإنجليزية)